# Ardisia fordii
Ardisia fordii Hemsl. – gatunek roślin z rodziny pierwiosnkowatych (Primulaceae). Występuje naturalnie w Chinach (w prowincjach Kuangsi i Guangdong) oraz Tajlandii. 

## Morfologia
PokrójZimozielony krzew dorastający do 0,6 m wysokości, tworzący rozłogi.
LiścieBlaszka liściowa ma eliptycznie lancetowaty lub lancetowaty kształt. Mierzy 17–23 cm długości oraz 5–9 cm szerokości, jest całobrzega, ma tępą lub klinową nasadę i tępy lub spiczasty wierzchołek. Ogonek liściowy jest nagi i ma 3 mm długości.
KwiatyZebrane w wierzchotkach przypominających baldachy, wyrastających na szczytach pędów. Mają działki kielicha o owalnym kształcie i dorastające do 1–2 mm długości. Płatki są owalne i mają różową barwę oraz 4 mm długości.
OwocPestkowce mierzące 5-7 mm średnicy, o kulistym kształcie i czerwonej barwie.

## Biologia i ekologia
Rośnie na terenach bagnistych oraz w lasach. Występuje na wysokości od 100 do 800 m n.p.m.